# Ticos Air
A Ticos Air era uma companhia aérea costarriquenha planejada que nunca iniciou suas operações.

## História
A sede da companhia aérea estava localizada em Santa Ana, e eles contrataram 22 funcionários, incluindo pilotos, administrativos e gerentes de operações. A companhia aérea planejava recrutar 120 pessoas, muitas da Avianca, que desmontou seu hub na Costa Rica em maio de 2013, demitindo 261 funcionários. A Ticos Air foi fundada por Gino Renzi, um publicitário costa-riquenho.
A companhia aérea planejava inicialmente operar cinco aeronaves Airbus A319, e seus destinos inaugurais deveriam ser a Cidade do México, Caracas, Miami e Nova York, com ambições de viajar para a América do Sul, Europa e Ásia. A documentação para obter um certificado de operação aérea foi apresentada à Direção-Geral de Aviação Civil da Costa Rica em setembro de 2013.
Em fevereiro de 2014, foi relatado que a empresa vinha lutando para garantir o investimento e que seu lançamento possivelmente estava perdendo ímpeto. A Ticos Air não havia apresentado nenhuma aeronaves Airbus A319 prometida e, portanto, não pôde avançar para a terceira fase de sua certificação, conforme o esperado. Em agosto de 2014, a Ticos Air decidiu não iniciar as operações devido a dificuldades financeiras.